# عزيز روحو
عزيز روحو هو فيلم تونسي إخراج سنية شامخي يقوم بأدواره عائشة بن يحمد وجمال مداني وفاطمة بن سعيدان وصلاح مصدق وسندس بلحسن ومنعم شويات و محمد قريع ونجوى ميلاد ووسيلة داري وغانم الزرلي ومجموعة أخرى من الممثلين ويقوم بتنفيذ إنتاج الفيلم لطفي العيوني.
 هذا الفيلم يطرح قضية الاغتصاب التي يتعرّض لها الأطفال والتي تنعكس على شخصيتهم عند الكبر وعلى ميولاتهم الجنسيّة وبنيتهم النفسيّة قبل التطرّق إلى موضوع المثليّة الجنسيّة.

## روابط خارجية
- عزيز روحو على موقع IMDb (الإنجليزية)
- عزيز روحو على موقع قاعدة بيانات الفيلم (الإنجليزية)
- عزيز روحو على موقع ليتربوكسد (الإنجليزية)